# Pachycara nazca
Pachycara nazca és una espècie de peix de la família dels zoàrcids i de l'ordre dels perciformes.

## Hàbitat
És un peix marí i d'aigües profundes que viu fins als 4.107 m de fondària.

## Distribució geogràfica
Es troba al Perú.

## Observacions
És inofensiu per als humans.